# Моя вічна любов
«Моя вічна любов» (ісп. Mi amor sin tiempo) — мексиканський телесеріал 2024 року, створений продюсером Карлосом Морено Лагійо для компанії TelevisaUnivision. В головних ролях — Карла Есківель, Андрес Байда, Летисія Кальдерон, Хуана Аріас, Мане де ла Парра та Алехандро Камачо. Серіал заснований на мексиканському телесеріалі 1999 року «Три жінки», створеному Мартою Каррільо та Крістіною Гарсіа. Виходив на телеканалі Las Estrellas з 15 липня по 1 листопада 2024 року у 80 серіях.

## Сюжет
Серіал розповідає про життя трьох жінок з однієї родини, які, перебуваючи на різних етапах життя, стикаються з дуже схожою ситуацією кохання. Усі троє перебувають у, здавалося б, стабільних стосунках, але коли в їхньому житті з’являється справжнє кохання, це змусить їх кинути виклик самим собі та робити те, чого вони навіть не уявляли, навіть суперечити нормам суспільства, до якого вони належать.

## У ролях
| Актор                   | Роль                |
| ----------------------- | ------------------- |
| Карла Есківель          | Фатіма              |
| Андрес Байда            | Себастьян           |
| Летисія Кальдерон       | Грета               |
| Хуана Аріас             | Барбара             |
| Мане де ла Парра        | Даніель             |
| Каріме Лозано           | Рената              |
| Алехандро Камачо        | Федеріко            |
| Майкл Ронда             | Адріан              |
| Йоланда Вентура         | Люсія               |
| Лус Марія Херес         | Ана                 |
| Альма Дельфіна          | Ісуса               |
| Ерік дель Кастільйо     | Альваро             |
| Федеріко Айос           | Пабло               |
| Маурісіо Абуларах       | Маріо               |
| Даміана Бей             | Тріана              |
| Андреа де Фатіма        | Бренда              |
| Денія Агаліану          | Карла               |
| Алехандра Андреу        | Веранія             |
| Паола Тойос             | Геновева            |
| Хулія Аргуельєс         | Кароліна            |
| Рафаелла Гавіра Бігорра | Макарена            |
| Клаудія Зепеда          | Марікрус            |
| Ракель Морелл           | Меггі               |
| Лаура Луз               | Кармен              |
| Марія Марсела           | Сара                |
| Роберто Матеос          | Хосе                |
| Ян Андраде              | Реміхіо             |
| Хосе Еліас Морено       | Гонсало             |
| Мішель Дюваль           | Клаудіо Альтамірано |

## Сезони
| Сезон | Епізоди | Епізоди | Оригінальний показ | Оригінальний показ | Оригінальний показ |
| Сезон | Епізоди | Епізоди | Перший показ       | Останній показ     | Мережа             |
| ----- | ------- | ------- | ------------------ | ------------------ | ------------------ |
| 1     | 80      | 80      | 15 липня 2024      | 1 листопада 2024   | Las Estrellas      |

## Аудиторія
| Країна трансляції | Сезон | Розклад       | Серії | Перший ефір     | Перший ефір | Останній ефір      | Останній ефір | Середній бал |
| Країна трансляції | Сезон | Розклад       | Серії | Дата            | Дата        | Дата               | Дата          | Середній бал |
| ----------------- | ----- | ------------- | ----- | --------------- | ----------- | ------------------ | ------------- | ------------ |
| Мексика           | 1     | 18:30 — 19:15 | 80    | 15 липня 2024 р | 2,14        | 1 листопада 2024 р | 2,18          | 2,1          |

## Версії
| Рік  | Країна  | Українська назва | Оригінальна назва | Кількість | Кількість | В головних ролях                                                                                    | Компанія | Канал         |
| Рік  | Країна  | Українська назва | Оригінальна назва | сезонів   | серій     | В головних ролях                                                                                    | Компанія | Канал         |
| ---- | ------- | ---------------- | ----------------- | --------- | --------- | --------------------------------------------------------------------------------------------------- | -------- | ------------- |
| 1999 | Мексика | Три жінки        | Tres mujeres      | 1         | 280       | Еріка Буенфіль, Алексіс Аяла, Каріме Лозано, Хорхе Салінас, Норма Еррера, Педро Армендаріс молодший | Televisa | Las Estrellas |